# Moeder, ik wil bij de Revue
Moeder, ik wil bij de Revue is een Nederlandse dramaserie, met liedjes van Wim Sonneveld, die zich afspeelt in de jaren 50 (1957), in 2012 uitgezonden door omroep MAX.

## Verhaal
Bob Somers (Egbert-Jan Weeber) is als zoon van een dorpse kolenboer (Huub Stapel) voorbestemd de zaak van zijn vader over te nemen. Wanneer Bob een revue bezoekt is het voor hem duidelijk: hij wil bij de Revue! Hij vertrekt naar de stad en wordt daar verliefd op Jeanne van Woerkom (Noortje Herlaar). Bob weet een baantje als toneelknecht te bemachtigen en is zo al veel betrokken bij de voorstelling. Alleen de droom om echt mee te doen met de revue blijft in zijn hoofd. Dan krijgt hij de kans om zijn talent aan Riet Hogendoorn (Gerrie van der Klei), de verlopen zuster van de ster van de revue (Jon van Eerd), te laten zien. Als Jeanne echter zwanger blijkt te zijn moet hij kiezen: of de revue, of Jeanne.

## Rolverdeling
| Personage                | Acteur/actrice      |
| ------------------------ | ------------------- |
| Bob Somers               | Egbert-Jan Weeber   |
| Jacob Somers             | Huub Stapel         |
| Jeanne van Woerkom       | Noortje Herlaar     |
| Aagje van Woerkom        | Annet Malherbe      |
| Gerrit van Woerkom       | Peter Blok          |
| Riet Hogendoorn          | Gerrie van der Klei |
| John Hogendoorn          | Jon van Eerd        |
| Arnold                   | Mike Weerts         |
| Diny                     | Eva van de Wijdeven |
| Toneelmeester Henk       | Guus Dam            |
| Ina                      | Elsje Scherjon      |
| Ida Somers               | Inke Smits          |
| Stijn                    | Michiel Bijmans     |
| Eef Somers               | Ilke Paddenburg     |
| Door Somers              | Minke van Hoef      |
| Cato Somers              | Sietske van Hoef    |
| Moeder van Arnold        | Juul Vrijdag        |
| Willy                    | Anouk Maas          |
| Billy                    | Job Bovelander      |
| Annie                    | Roos Salemans       |
| Wim                      | Joey Schalker       |
| Docente                  | Kathenka Woudenberg |
| Dokter                   | Genio de Groot      |
| Bedrijfsleider Oranjerie | Dick van den Toorn  |
| Opzichter                | Bart Leenders       |
| Radiopresentator         | Ernst ter Linden    |

## Afleveringen
| Aflevering | Titel             | Uitzenddatum     | Kijkcijfers |
| ---------- | ----------------- | ---------------- | ----------- |
| 1          | Kennismaking      | 8 oktober 2012   | 1.665.000   |
| 2          | Naar de stad      | 15 oktober 2012  | 1.764.000   |
| 3          | Het geheim        | 22 oktober 2012  | 1.732.000   |
| 4          | De voorstelling   | 29 oktober 2012  | 1.708.000   |
| 5          | Het huwelijk      | 5 november 2012  | 1.587.000   |
| 6          | Heimwee           | 12 november 2012 | 1.700.000   |
| 7          | Verdriet en geluk | 19 november 2012 | 1.752.000   |
| 8          | Het doek valt     | 26 november 2012 | 1.936.000   |

## Liedjes
- Moeder, Ik Wil Bij De Revue - Jon Van Eerd (tekst/muziek: Wiegersma)
- Zou De Zon Nog Wel Schijnen Zonder Jou? - Jon Van Eerd en Egbert-Jan Weeber (tekst/muziek: Braber/Bos)
- Zo Heerlijk Rustig - Gerrie Van Der Klei (tekst/muziek: Senn)
- Uw Dochter Is 20 - Peter Blok (tekst/muziek: Senn/Moustaki)
- Loflied Op Dora - Jon Van Eerd (tekst/muziek: Scheltema/Bos)
- Afwaslied - Joey Schalker (tekst/muziek: Schimdt/de Vries)
- Dat Wij Verschillen Van Elkaar - Jon Van Eerd en Egbert-Jan Weeber (tekst/muziek: Senn)
- Als Je Groter Bent - Egbert-Jan Weeber (tekst/muziek: Schmidt/van dijk)
- Haal Het Doek Maar Op - Egbert Jan Weber (tekst/muziek: Sonneveld)
- Naar Buiten - Jon Van Eerd (tekst/muziek: Davids)
- Tearoom-tango - Jon Van Eerd en Gerrie Van Der Klei (Michel van der Plas/Harry Bannink)
- Deze Vrouw - Egbert-Jan Weeber (tekst/muziek: Wiegersma)
- Ik zoek een meisje te trouwen - Joey Schalker (tekst/muziek: Davids/Morris)
- Nikkelen Nelis (Zij kon het lonken niet laten) - Egbert-Jan Weeber (tekst/muziek: Friso Wiegersma/Bannink)
- Josefien - Jon Van Eerd, Gerrie Van Der Klei en Egbert-Jan Weeber (tekst/muziek: Wiegersma)
- Annemarie - Jon Van Eerd en Egbert Jan Weber (tekst/muziek: Sonneveld/Velor)
- Huis Tuin En Keukenlied (Vodden)- Egbert-Jan Weeber (tekst/muziek: Senn/Blok)
- De Zomer Van 1910 - Noortje Herlaar (tekst/muziek: Wiegersma)
- Het Dorp - Egbert-Jan Weeber (tekst/muziek: Wiegersma/Ferrat)

## Trivia
- Op 27 oktober 2012 werd er een making of uitgezonden, onder de titel Achter de schermen.
- Hoewel de serie uitsluitend liedjes van Wim Sonneveld bevat gaat de serie niet over hem. Wel bevatten de personages Bob Somers en John Hogendoorn enkele karaktereigenschappen van hem.
- De opnames vonden plaats in Utrecht, Haarlem, Hilversum en Assendelft.
- De winkel (Van Woerkom Electra) in de serie werd opgenomen in de Domstraat in Utrecht. De straatbeeld scènes werden opgenomen in de Jansstraat in Haarlem en in de Domstraat in Utrecht. Het theater in de serie werd bij Het Gooitheater in Hilversum opgenomen.
- Nadat de serie op televisie is uitgezonden is de serie op dvd uitgebracht. De liedjes zijn tevens op cd verkrijgbaar.
- Op 29 juni 2013 maakt Jan Slagter van Omroep MAX bekend aan een opvolger van Moeder, ik wil bij de Revue te werken. Hij benadrukt met klem dat het geen vervolg op de eerste serie wordt.
- Op 27 augustus 2013 werd bekend dat Joop van den Ende Theaterproducties een musical gaat ontwikkelen, gebaseerd op de tv-serie. Deze gaat op 21 september 2014 in première: Moeder, ik wil bij de Revue.[1]
- In september 2013 is Moeder, ik wil bij de Revue samen met nog 9 andere programma's genomineerd voor de Gouden Televizier-Ring. De serie eindigde op de 4e plaats in de top 10.